# 出師表
《出師表》分為《前出師表》和《後出師表》兩篇，是三國時期蜀汉丞相諸葛亮兩次北伐（227年與228年）曹魏前，上呈給後主劉禪的奏章。

## 前出師表
《前出師表》作於蜀汉建興五年（227年），收錄於《三國志》卷三十五。建兴五年，蜀汉国力有所恢复，诸葛亮深知蜀国弱小，若想生存必须对外征伐方可延续政权，于是决意率军北进，准备征伐魏国。《前出師表》情意真切，感人肺腑，主要内容有规劝君王、委托政事、回顾经历、表明北伐决心等四部分。他在表中告誡後主要「親賢臣，遠小人」，多聽取別人的意見，為興復漢室而努力。主要名句有“亲贤臣，远小人，此先汉所以兴隆也；亲小人，远贤臣，此后汉所以倾颓也”、“苟全性命于乱世，不求闻达于诸侯”等。蘇軾评价《出师表》“简而尽，直而不肆，大哉言乎，与《伊训》、《说命》相表里，非秦汉以来以事君为悦者所能至也”。日本史學家狩野直禎认为，因為诸葛亮十分敬仰战国时乐毅的功业，《前出师表》中的文句受到《樂毅報燕惠王書》影响很大。
歷代名人對《前出師表》評價甚高，如下：
南宋謝枋得《文章軌範》引用安子順之說：「讀《出師表》不哭者不忠，讀《陳情表》不哭者不孝，讀《祭十二郎文》不哭者不慈。」
王夫之：「《出師表》一文之妙，為古人所稀，而後人所宜思。」
魏源：「此表乃漢文之冠，其辭氣之壯，其藝術之精，固古今之精鑄也。」
梁啟超：「此乃文之珠璣也，後人讀來，彷彿置身當時，真有感動之情。」
胡適：「《出師表》是中國文學史上最傑出的一篇表文，其文藝價值和思想價值都非常高。」
林語堂：「《出師表》是中國古代文學的一座丰碑，是對整個中國古代文學的至高評價。」
毛澤東：「《前出師表》是中國文學史上最傑出的一篇表文，它不但具有高度的藝術價值，而且在政治、歷史和思想上也有很高的價值。」

## 後出師表
《後出師表》作於蜀汉建興六年（228年）。《後出師表》一文沒有收录于《三国志》，南朝裴松之为《三国志》作注释的时候，注明是引自東晉習鑿齒的《漢晉春秋》，而《漢晉春秋》中的《後出師表》又是出於三國的《默記》。因此，清代钱大昭在《三国志辨疑》中對於《後出師表》的作者是否為諸葛亮，表示怀疑。現代學者李敖也認為《後出師表》並非出自諸葛亮之手。
諸葛亮在《後出師表》中，決定「鞠躬盡瘁，死而後已」，深刻地表現了對於國家的忠心耿耿。本文另外的名句“先帝虑汉贼不两立，王业不偏安”经常為后人引用。

### 武将
《後出師表》提到在第一次北伐到这次上表期间，去世的将领有趙雲、陽羣、馬玉、閻芝、丁立、白壽、劉郃、鄧銅等及曲長屯將七十餘人。

### 偽作爭論

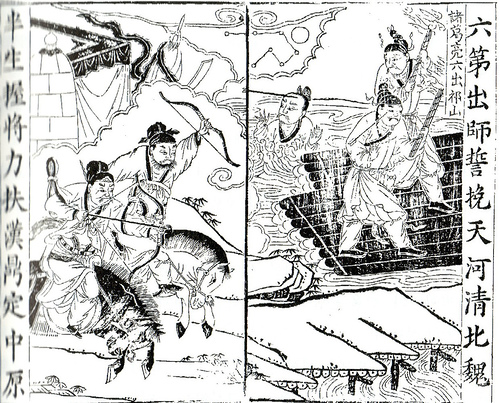
清朝描述诸葛亮北伐、军临渭水的画作，其上写着：六第出师，誓挽天河清北魏；半生握将，力扶汉鼎定中原

《後出師表》的真偽受到了廣泛的爭議，認為它是偽作的大致理由如下：
- 陈寿修《三国志》时未將其收錄在十萬四千字的《諸葛氏集》之中。裴松之注《三國志》時，引用《漢晉春秋》的說法，即《後出師表》並沒有收錄《諸葛亮文集》之中，而是出於東吳張儼的《默記》，这显然不合常理。
- 《後出師表》內容與正史亦有出入，如「自臣到漢中，中間期年耳，然喪趙雲......」即與《三國志》記載的趙雲卒年（建興七年，229年）不合。
- 《后出师表》裏的语气非常沮丧，“然不伐賊，王業亦亡。惟坐而待亡，孰與伐之？”与《前出师表》积极的文辞截然不同。
- 诸葛亮此时独揽大权，当时没有人质疑北伐的前景，而文中却谈到“议者所谓非计”，不符合蜀汉当时的情况。因此有學者怀疑这是东吴诸葛恪为了执行自己北伐政策而一手炮制的伪作。
- 根據陳壽的概括，諸葛亮的文風是“文采不豔，而過於丁寧周至”，這在諸葛亮的其他作品里也可體現。然而《後出師表》中卻过分注重文辞修饰，有許多如“論安言計，動引聖人，羣疑滿腹，衆難塞胸，今歲不戰，明年不征”這樣使用對仗排比而導致文章意思不通順的地方。
- 關於漢高祖的看法與諸葛亮其他作品不同。在同時期的作品《論光武》中，諸葛亮認為由於漢高祖相比漢光武帝水平有限，從而使漢初的群臣建立功業，且這種功業僅是“焦烂之功”[6]；然而在《後出師表》中，諸葛亮高度評價漢朝的開國君臣為“高帝明並日月，謀臣淵深”。

## 成語
兩文中尤以《前出師表》的文學水準甚高，所以有很多成語為後世所用。
《前出師表》中為後世所用的成語有危急存亡之秋、妄自菲薄、陟罰臧否、引喻失義、作姦犯科、猥自枉屈、三顧草廬和不知所云，名句有「五月渡瀘，深入不毛」等。
《後出師表》中也有經常被引用的名句有「漢賊不兩立，王業不偏安」，成語有「鞠躬盡瘁，死而後已」等。